# Хуан Карлос Санчес (1956)
Хуан Карлос Санчес (ісп. Juan Carlos Sánchez, нар. 1 вересня 1956, Формоса) — аргентинський, а згодом болівійський футболіст, що грав на позиції нападника, зокрема за клуб «Блумінг», а також національну збірну Болівії. Один із найкращих бомбардирів болівійського футболу 1980-х.
По завершенні ігрової кар'єри — тренер.

## Клубна кар'єра
У дорослому футболі дебютував 1974 року виступами на батьківщині за команду «Хімнасія і Есгріма» (Жужуй).
У 1979 році прийняв пропозицію приєднатися до болівійського клубу «Гвабіра». У новій команді молодий аргентинець відразу ж став основним нападником, а вже у сезоні 1980 року із 21-им забитим голом став найкращим бомбардиром болівійської першості.
Після цього сезон 1981 року Санчес розпочав вже у складі амбітнішого клубу «Блумінг». Відіграв за команду із Санта-Крус-де-ла-Сьєрра наступні п'ять сезонів своєї ігрової кар'єри. І в цій команді був головною ударною силою в нападі. В сезонах 1981  і 1983 забивав по 30 м'ячів, знову стаючи найкращим голеодором чемпіонату Болівії. Загалом же у цей період кар'єри мав середню результативність на рівні 0,82 гола за гру першості.
1986 року грав за «Хорхе Вільстерман», після чого ще на один рік повертався до «Блумінга».
Згодом наприкінці 1980-х і на початку 1990-х грав за «Літораль», «Депортіво Сан-Хосе» та «Індепендьєнте Петролеро».
20 голів, забитих за «Депортіво Сан-Хосе» у сезоні 1990 року виявилися достатніми аби нападник учетверте став найкращим бомбардиром чемпіонату Болівії.

## Виступи за збірну
1985 року, отримавши болівійське громадянство, дебютував в офіційних матчах у складі національної збірної Болівії.
Загалом протягом року провів у її формі 5 матчів, забивши 1 гол.

## Кар'єра тренера
Розпочав тренерську кар'єру невдовзі по завершенні кар'єри гравця, 1993 року, очоливши тренерський штаб клубу «Гвабіра», а наступного року тренував «Блумінг».
Згодом також працював із юнацькою збірною Болівії (U-17).

## Титули і досягнення
- Чемпіон Болівії (1):

1984
- Найкращий бомбардир чемпіонату Болівії (4):

1980 (21 гол), 1981 (30 голів), 1983 (30 голів), 1990 (20 голів)
- Найкращий бомбардир Кубка Лібертадорес (4):

1985 (11 голів)